# Katana

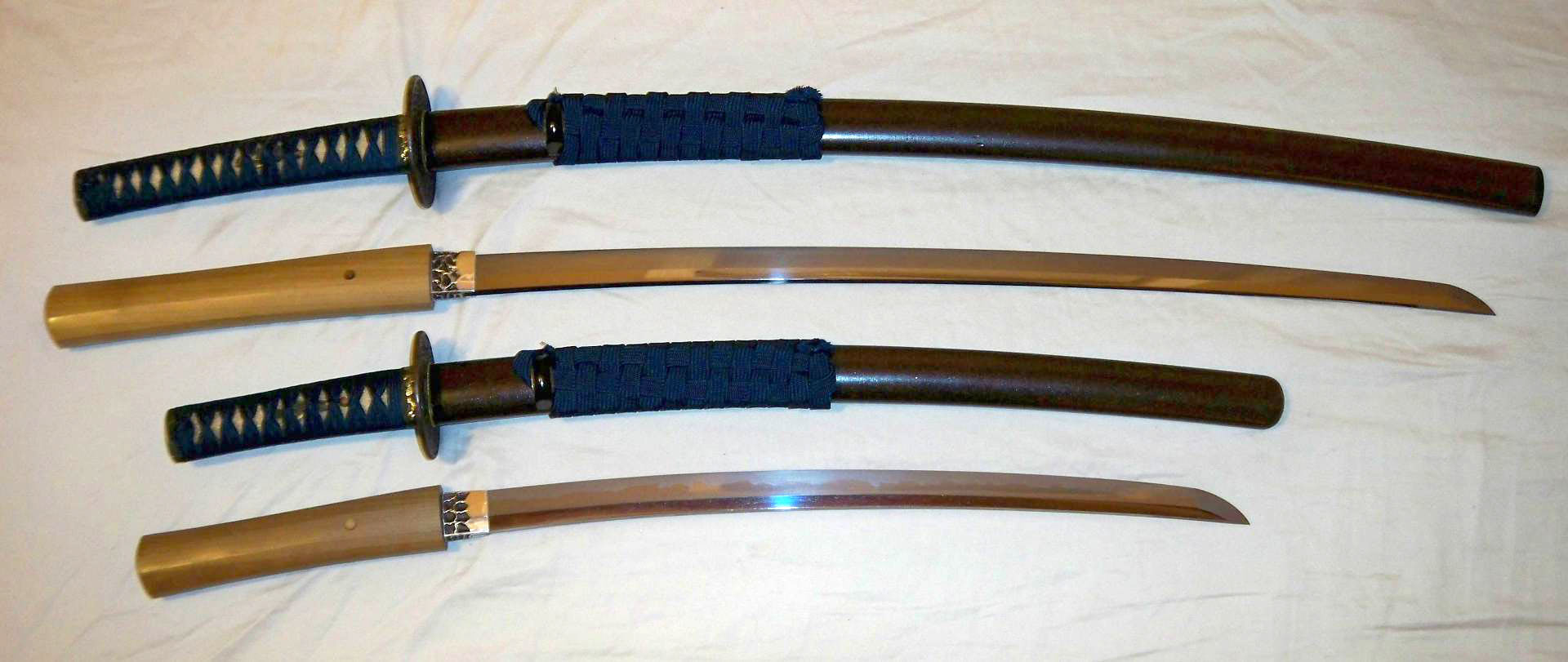
Daisho (katana/wakizashi)

Katana (刀, かたな,Đao) là loại Đao Nhật nihontō (日本刀, にほんとう, Nhật Bản Đao) truyền thống, dài hình hơi cong, một lưỡi, rất bén được các võ sĩ Nhật trọng dụng và luôn đeo trên thắt lưng - thường cặp với một thanh đao ngắn hơn là wakizashi (脇差, わきざし) hoặc cực ngắn gọi là tanto (短刀, たんとう,Đoản Đao). Bộ đao đôi gọi là daishō (大小, だいしょう, Đại Tiểu) - biểu tượng cho tác phong và danh dự của người võ sĩ. Thanh dài Katana dùng để chém trong tác chiến. Đao ngắn để đâm khi đến gần đối phương - hoặc để mổ bụng tự sát (một kỹ thuật tự sát của samurai, mang tên seppuku).
Katana có chuôi dài đủ để người sử dụng dùng hai bàn tay nắm chặt. Thông thường, nếu mặc giáp trụ, samurai sẽ đeo lưỡi hướng xuống dưới để tiện rút ra. Còn khi mặc thường phục, samurai sẽ đeo lưỡi hướng lên. Ngày nay tuy không còn được sử dụng trong chiến tranh, katana vẫn được giới sưu tầm yêu chuộng; và nghệ thuật tác chiến bằng katana vẫn còn được lưu truyền trong một số thể thao võ thuật Nhật Bản, như môn Kendo, Kenjutsu, Battojutsu....
Người Nhật đã có một truyền thống rèn vũ khí lâu đời. Đao kiếm, ngọc và gương là Tam chủng thần khí, được coi như biểu chương của hoàng gia, thờ tại đền ở Ise gần hoàng cung cũ ở cựu đô Nara, cũng là những linh vật trong đạo shinto.
Ngay từ thời đại Kofun và Nara (300-794), nước Nhật đã sử dụng gươm, hồi đó lưỡi katana thẳng và dài chừng 80 cm. Đến thế kỷ 8, đầu thế kỷ 9, người Nhật bắt đầu rèn katana có hình cong ở gần cán rồi dần dần cả lưỡi katana cũng cong hoàn toàn.
Thời đại Heian sau đó (794-1185), nước Nhật bước vào một thời kỳ văn hoá khá rực rỡ. Xã hội nhiều giai cấp trong đó giới samurai, giới tăng nhân trở thành những lực lượng quan trọng được triều đình thuê mướn để bảo vệ lãnh thổ. Thanh katana đã không chỉ là một vũ khí mà đã trở thành một tác phẩm, vừa thanh tú vừa mỹ thuật.
Người ta cũng bắt đầu khắc tên và nơi chế tạo trên chuôi đao, samurai cũng mang theo những thanh đao ngắn hơn để thay đổi. Ngoài katana, nhiều loại chiến cụ khác cũng phát triển điển hình là cung tên, giáp trụ và nghệ thuật binh bị cũng đạt một tầm vóc mới.
Người Nhật tìm ra cách đúc katana nhiều lớp bằng cách rèn dài và mỏng phôi sắt sau đó cắt đôi, nung lên rồi chập hai nửa lại tiếp tục rèn, tạo được những vân thớ gọi là jihada khác lạ được gọi dưới những tên như itame, masame, mokume, ayasugi, khiến những lưỡi đao cấu thành từ rất nhiều lớp thép, vừa dẻo dai vừa cứng rắn. Những vân đó có khi giống như mắt gỗ nhưng cũng có khi uốn lượn như làn sóng. Nhiều thanh katana không chỉ là vũ khí mà còn là một tác phẩm mỹ thuật, vật trang sức thể hiện địa vị của chủ nhân.

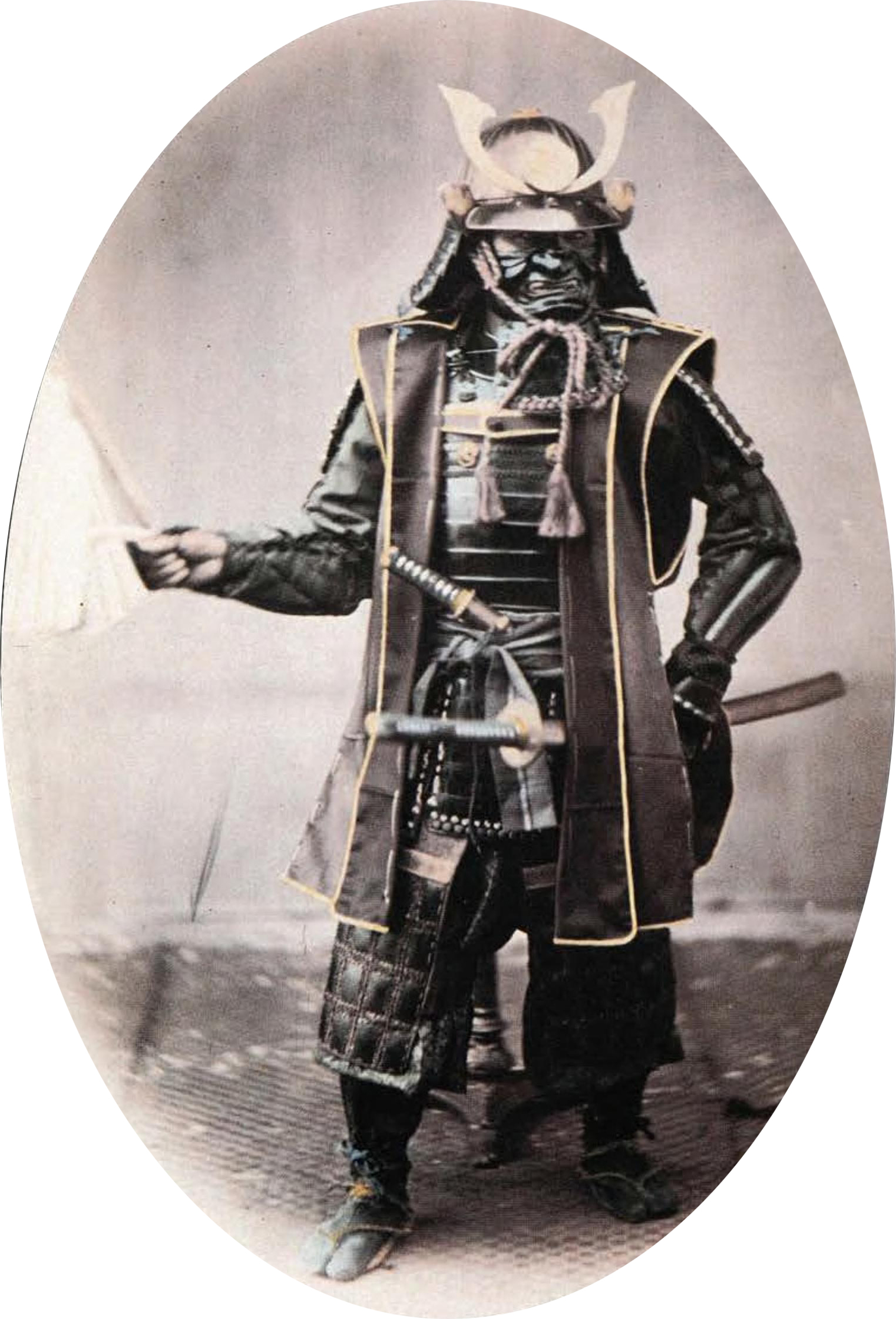
Võ sĩ Nhật trong bộ giáp đi trận và đôi daishō - do Felice Beato chụp (khoảng 1860)

Các thợ rèn thuộc tỉnh Soshu tìm ra được cách pha trộn thép mềm với thép cứng để làm lưỡi đao, vẫn sắc bén mà lại ít bị mẻ. Họ cũng tiêu chuẩn hoá chiều dài và cải thiện mũi đao để khi đao bị gãy vẫn có thể mài và dùng tiếp. Trước kia đao Nhật chỉ uốn cong nơi gần cán nay từ từ cong đều và cũng thuôn dần ra tới tận mũi. Người Nhật cũng chế tạo loại giáp trụ nhẹ hơn để bộ binh dễ di động, dễ phân tán đồng thời nghiên cứu cách dùng đao đánh cận chiến thay vì dùng cung bắn từ xa.
Phong tục cổ truyền của Nhật Bản là khi gia đình sinh một đứa con trai, mỗi người dân làng sẽ đến mừng cho quý tử một ít mạt sắt. Sắt đó sau này, khi cậu bé trưởng thành, sẽ được một kiếm sư rèn thành katana cho cậu. Trước khi rèn một thanh katana, bao giờ kiếm sư cũng trai giới, cầu xin thần linh phù hộ và sau đó mặc lễ phục để làm việc. Người ta nói rằng kiếm sư rèn katana không còn là một công việc mà là một nghi lễ, thân tâm hợp nhất và tập trung toàn bộ tinh thần từ khi bắt đầu cho tới khi hoàn tất.
Thời kỳ nước Nhật chia thành hai gọi là Nam-Bắc triều (1333-1393). Thời kỳ này đánh dấu cao điểm của thuật đúc đao. Lưỡi đao bây giờ dài đến 1 mét gọi là no-dachi và kiếm đúc cho đền đài có khi còn dài hơn. Đao dài có lợi thế cho người đi bộ và chiến đấu trong đêm tối nên thường đeo sau lưng và rút ngược lên qua vai.
Khi ra ngoài người ta đeo katana và wakizashi nhưng khi ở trong nhà thì chỉ đeo đoản đao và được tháo ra đặt ngay cạnh giường khi đi ngủ. Đối với người võ sĩ, thanh katana là vật bất ly thân, không rời xa trong bất cứ trường hợp nào.

## Kỹ thuật rèn Kitaeru
Kitaeru được coi như một trong những truyền thống cần phải bảo tồn cùng với nhiều bộ môn nghệ thuật khác để duy trì tinh thần đặc thù của người Nhật Bản. Lẽ dĩ nhiên rèn không phải nói về nghề thợ rèn một cách tổng quát mà là kỹ thuật rèn đao, một truyền thống lâu đời được coi trọng, vì thanh đao không phải chỉ là một món khí giới mà còn tượng trưng cho địa vị quý tộc hoặc tinh thần cao thượng của võ sĩ đạo.
Thanh đao của người Nhật không phải chỉ là một lưỡi dao dài dùng làm vũ khí mà mang theo rất nhiều ý nghĩa. Trong quá trình chế tạo, người ta không những phải thử để xem nó có đủ sắc để xuyên qua nhiều lớp áo giáp bằng sắt mà có khi còn thí nghiệm ngay trên thân xác con người để coi có "ngọt" hay không?
Người Trung Hoa cũng như người Việt Nam cũng chú trọng đến đao kiếm nhưng chỉ coi như một kỹ năng võ thuật cần điêu luyện, trái lại người Nhật lại nâng thanh đao và cách sử dụng lên hàng kendo (kiếm đạo) – và thanh đao gắn liền với sinh mạng và nhân cách của samurai.
Trong khi kiếm Âu Châu chỉ là một lưỡi thép duy nhất, katana bao gồm lá thép, sắt non và thép già, mỗi loại có hàm lượng carbon khác nhau. Lõi của katana gọi là shingane được rèn bằng cách pha trộn giữa sắt thô với thép lá. Sau đó mới là vỏ bao bên ngoài gọi là hadagane cái lõi đó cũng bằng kỹ thuật trên nhưng dùng sắt non và thép lá. Vỏ bao có thể cần dát ra rồi gập lại 15 lần nhưng nếu nhiều hơn nữa có thể làm thép trở nên giòn và không đều. Lưỡi đao sau đó được chêm vào giữa những lớp vỏ bao, rèn cho thật liền lạc khít khao. Lớp vỏ mềm giúp cho cái lõi cứng ở bên trong, khiến cho lưỡi đao chịu được va chạm mạnh, dẻo dai hơn kiếm đúc theo kiểu Âu tây.
Người Nhật cũng dùng phương pháp bao một lớp vỏ mềm bên ngoài để tạo nên những làn sóng trang điểm cho lưỡi đao. Khi ruột đao đã chèn vào giữa và hình dạng đã hoàn thành, một loại hợp chất đặc biệt gồm tro rơm và bùn đỏ được trét lên trên mặt lưỡi đao rồi để cho khô. Sau đó người ta dùng một thanh tre để khắc lên lớp bùn những hoa văn rồi lại để vào trong lò nung tiếp, lấy ra khắc theo mẫu lên lưỡi đao để đến khi chà láng những hình vẽ đó sẽ hiện ra. Trong giai đoạn này lưỡi đao được bao bằng đất và tro kia phải nóng đến mức có "màu của Mặt Trăng tháng 2 hay tháng 8". Lớp bùn đó chỗ dày chỗ mỏng, thường ở lưỡi đao mỏng nhất, các nơi khác dày hơn để khi nung lưỡi đao sẽ cứng mềm khác nhau tuỳ theo từng khu vực. Lưỡi thép, phần cứng nhất của katana mà người ta gọi là hamon có những hạt khác nhau gọi là nie và nioi. Nie (nước sôi) tượng trưng cho tinh thần hùng dũng, cứng cỏi, nioi (hương thơm nhìn được) tượng trưng cho sự cao thượng, quý phái. Những hạt này có được do sự gập đi gập lại và cũng là một thứ dấu hiệu của mỗi trường vì mỗi phương pháp có những vân riêng. Nioi mắt thường không trông thấy, chỉ gợn lên một làn sương mỏng như giải ngân hà một đêm sao. Hạt nie thì to hơn, trông lấm tấm như móc buổi sáng hay một chùm tinh tú. Những ba văn (hamon) đó được đặt tên, hoặc mây, sóng biển, dãy núi, hoa... cũng giống như người Trung Hoa đặt tên cho vân trên bảo kiếm của họ. Người thợ không phải chỉ đúc một thanh kiếm tốt mà còn làm sao cho mỹ thuật, đó mới thực là vấn đề.
Nét cong của thanh katana không phải chỉ do kỹ thuật rèn hay đập mà còn là một biểu trưng văn hoá xuất hiện trên nhiều công trình truyền thống khác, từ mái cong trên đền đài, chùa chiền, cung điện, kể cả thư pháp. Người Nhật vẫn cho rằng nếu đúc một thanh kiếm thẳng băng thì không những thô kệch mà còn quá thực dụng, không nói lên tính nghệ thuật của người võ sĩ. Chính vì thế, họ luôn luôn tạo những đường cong, uốn lên lượn xuống để biến một vũ khí chiến đấu thành một tác phẩm. Tiến trình rèn thép, các loại chất liệu trong mỗi giai đoạn đến nay vẫn còn là những bí mật nghề nghiệp không truyền ra ngoài và cũng là thước đo sự tài hoa, khéo léo cũng như "tay nghề" của các bậc sư.
Nhắc đến nghề rèn đao, không thể không nhắc đến Masamune và Muramasa. Masamune còn được gọi là Goro Nyudo Masamune (thầy tu Goro Masamune) và là một trong những thợ rèn katana giỏi nhất trong lịch sử Nhật Bản. Mặc dù không có nhiều tư liệu lịch sử về cuộc đời của Masamune nhưng người ta tin rằng ông sống trong những năm cuối thế kỉ 13 đầu thế kỉ 14 tại tỉnh Sagami. Tại Nhật Bản, giải thưởng mang tên Masamune luôn được dành cho những thợ rèn kiếm xuất sắc nhất.
Những thanh katana của Masamune luôn đẹp và cực kì sắc bén mặc dù khi đó thép rèn đao có chất lượng rất tồi. Ông được xem là người đã đem lại sự hoàn hảo cho nghệ thuật rèn đao. Mỗi thanh katana của Masamune làm ra luôn được đặt tên và là một tác phẩm nghệ thuật. Biểu tượng của lãnh chúa Tokugawa, thanh katana "Honjo Masamune", là một trong những thanh katana nổi tiếng nhất của Masamune.
Những thanh katana của Masamune thường rất khác biệt với các tác phẩm của Muramasa một thợ rèn đao nổi tiếng khác của Nhật Bản. Nhiều tài liệu đã cho rằng Muramasa là học trò của Masamune nhưng thực chất hai ông không sống cùng thời. Muramasa bắt đầu nổi tiếng trong những năm đầu thế kỉ 15. Trong các trò chơi, Muramasa thường là những thanh ma đao khát máu, trong khi Masamune lại là thánh đao tiêu diệt cái ác.
Có một câu chuyện kể về cuộc thi giữa Muramasa và Masamune xem ai là người rèn katana giỏi nhất. Cả hai đều làm việc không mệt mỏi để hoàn thiện tác phẩm của mình. Sau khi hoàn thành cả hai thanh katana được đem ra thử nghiệm. Thanh katana của Muramasa có tên là Juuchi Yosamu và của Masamune là Yawaraka-Te.
Người ta cắm chúng xuống một dòng suối. Thanh katana của Muramasa cắt tất cả những gì lướt qua nó từ lá cây, những con cá thậm chí còn chia đôi cả dòng nước. Còn thanh katana của Masamune thì không cắt bất cứ thứ gì. Sau khi thấy kết quả Muramasa đã lên tiếng cười nhạo cho rằng tài nghệ của Masamune quá kém cỏi.
Nhưng một nhà sư sau khi chứng kiến cuộc thi đã giải thích: thanh katana đầu tiên cắt tất cả là một thanh katana sắc nhưng nó là thanh katana khát máu, không phân biệt được người tốt kẻ xấu. Thanh katana thứ hai là mới thực sự là thanh katana báu vì nó không làm tổn thương đến những sinh linh vô tội.
Có một kết thúc khác của câu chuyện đó là cả hai thanh katana đều cắt mọi thứ lướt qua. Nhưng chiếc lá bị chia đôi bởi thanh katana của Masamune đã liền lại ngay. Thanh Yawaraka-Te được coi là thanh đao phục sinh trong khi của Muramasa là thanh katana của chết chóc. Đã là kiếm sĩ, không ai là không mơ ước được sở hữu một trong hai thanh katana trên. Kết quả thì giống nhau: họ sẽ trở thành những kiếm sĩ độc bá thiên hạ nhưng hậu quả của những ai sở hữu thanh tà đao Yuuchi Yosamu của Muaramasa thì thật khủng khiếp: người sử dụng ngày càng bị thanh tà đao không chế, cuối cùng trở nên điên loạn, sẵn sàng giết chết bạn bè, vợ con và thậm chí cả bản thân mình mà không hề run tay.
Mặc dù câu chuyện trên chỉ là tưởng tượng nhưng cả Masamune và Muramasa đều được coi là những biểu tượng về nghệ thuật rèn katana của Nhật Bản.

## Mài đao
Việc mài đao của một nghĩa sĩ khác hẳn công việc mài lưỡi đao sau khi một danh thủ đã rèn xong. Rèn đao mới chỉ là một chặng đường, tuy quan trọng nhưng không phải là hoàn bị mà còn nhiều công việc khác cũng cam go không kém.
Công việc hoàn chỉnh thanh katana chỉ là mài cho sắc mà phải gọi là "chà láng" hay đánh bóng. Đánh bóng một thanh katana phải qua 13 giai đoạn, dùng 13 loại đá mài khác nhau và 13 động tác khác nhau và mất trung bình 120 giờ. Để mài một lưỡi đao, kiếm sư dùng sáu cục đá mài khác nhau, từ loại nhám xuống dần loại mịn hơn và sau cùng để đánh bóng. Các loại đá mài được các thợ mài dùng thường có độ mịn từ 120 - 220 - 300 - 600 - 800 - 1000 - 2000 - 5000 - 12000 - 30000 theo tiêu chuẩn kĩ thuật truyền thống . Còn thời hiện đại thì người ta dùng máy hay giấy mài được gắn lên các mặt phẳng vì chúng có giá thành rẻ và dễ dùng. Trước khi mài, phải nghiên cứu kỹ càng "thớ" (texture) và "mẫu" (pattern) của thanh đao không phải cùng một lúc mà chỉ từng khoảng 3 cm một. Việc giữ sao cho tay phải và tay trái gần như cân bằng tuyệt đối là một công tác sinh tử vì nếu hai tay chỉ lệch đi một khoảnh khắc thì có thể hỏng luôn cả lưỡi kiếm.
Sau khi mài xong, kiếm sư kẹp hai hòn đá mài mỏng dính trên đầu ngón tay và vuốt theo lưỡi kiếm để đánh bóng
Lưỡi đao phải có độ sắc phẳng tức là không để lại các vết răng cưa vì chúng sẽ làm ảnh hưởng đến độ sắc bén của thanh đao. Ông cầm ngang lưỡi đao để cho ánh nắng soi lên từng mili mét để kiểm soát công trình của mình lần cuối cùng. Hoặc với thời nay , các thanh đao được mài xong sẽ được kiểm tra bằng kính hiển vi điện tử. Không có hai thanh đao nào giống hệt nhau, mỗi thanh đao có hình dáng khác nhau và có những đặc tính khác nhau. Mài đao chính là làm sao cho thanh đao thể hiện được tối ưu cái "tinh thần" của nó, để hiển lộ cái "tận mỹ" của nó, để thoát ra cái "huy hoàng" của lưỡi thép đã hoàn thành. Kiếm mài đúng cách mới có thể hiển hiện được hết tài năng của người rèn đao.

## Vỏ đao
Một lưỡi đao dù quý đến đâu nếu không được lắp vào một cán thích hợp và để trong một vỏ đao đúng cách thì vẫn không thể nào gọi là hoàn hảo. Muốn làm một vỏ đao, người rèn đao phải làm hai mảnh vừa khít theo đường cong của lưỡi kiếm rồi dán lại với nhau. Chất keo dán là một loại hồ nấu bằng gạo rồi nghiền cho nhuyễn bằng đũa tre. Người ta không dùng các loại super-glue vì e ngại sau này phải tách hai thanh gỗ ra trong trường hợp lưỡi đao bị sét và chỉ có hồ làm bằng gạo mới khỏi làm hư thanh gỗ. Bí mật của cách làm vỏ đao là sao cho có cảm tưởng là bao và lưỡi khít khao từ đầu đến cuối nhưng thực ra chỉ tiếp xúc với nhau ở gần cán mà thôi và lưỡi đao không nơi nào quá chặt vì nếu không, độ ẩm của gỗ sẽ làm cho kiếm bị rỉ.
Tuy chỉ là một công nghệ giản dị như thế, việc làm vỏ đao đòi hỏi nghệ nhân dùng 15 loại bào khác nhau, to có, nhỏ có mỗi thứ một việc.
Tsuba tsuba là miếng chặn tay cầm, phân cán và lưỡi ra làm 2 phần khác nhau, người Trung Hoa gọi là kiếm cách. Tsuba cũng được coi là một nghệ phẩm và hiện nay cũng có nhiều người sưu tầm, nhiều miếng có giá cả rất cao. Tsuba được khoét ở giữa để tra lưỡi đao và để chặn cho kiếm của địch khỏi chém vào tay mình.
Tuy nhiên, người ta cũng trang trí bằng nhiều hình thức khác, cây cỏ, hoa lá, thú vật... có ý nghĩa hay mang một nguyện vọng để được may mắn. Nguyên thủy, kiếm cách do thợ rèn đao hay thợ làm áo giáp sản xuất nhưng từ thế kỷ 16 trở về sau thì do những nghệ nhân thực hiện như một tác phẩm riêng biệt. Tsuba có thể bằng sắt thuần tuý hay nạm vàng, bạc, đồng... thử đao (tameshi-giri) để đối phó với sự sắc bén của thanh đao họ chế tạo được, người Nhật cũng đưa vấn đề che chở cho khỏi bị đao chém đứt thành một nghệ thuật khác.

## Sử dụng
Thời trung cổ, việc chế tạo một bộ áo giáp kiểu Nhật chắc chắn – bao gồm 12 món khác nhau, mặc vào rất công phu để bảo vệ tính mạng của võ sĩ. Tuy nhiên, đối với một thanh bảo đao trong tay một cao thủ về kiếm đạo thì bộ áo giáp kia không đủ hiệu quả. Chỉ một nhát chém, cả người lẫn giáp có thể xẻ làm hai. Những thanh bảo đao thực sự đều là của gia bảo truyền từ đời nọ sang đời kia, tham dự trong hết trận đánh này đến trận đánh khác. Những thanh kiếm đó đã được thử bằng chính sinh mạng con người.
Tuy nhiên, trước khi được dùng để chiến đấu, katana sau khi hoàn tất phải được thử, thường là với một người bù nhìn làm bằng rơm. Nếu thanh đao có thể chặt đứt được một bó rơm, người ta sẽ thử tiếp trên thân người, thường là dùng một xác chết. Xác người được treo lên theo nhiều kiểu khác nhau để thử kiếm theo đủ mọi hướng, đủ mọi kiểu, mọi đòn. Cũng có khi thanh katana được thử ngay trên những tử tội. Có 16 chỗ trên thân người dùng để thí nghiệm, khó cắt nhất là chém ngang hông sao cho đứt cả hai xương đùi, dễ nhất là chém đứt cổ tay.
Ngày hôm nay, những võ sư vẫn huấn luyện môn đồ phương pháp dùng katana để chặt đứt những bó rơm ướt, lõi bằng cọc tre. Mỗi ngày người võ sĩ phải tập hàng trăm lần cho thật nhuần nhuyễn. Katana thử xong sẽ được các chuyên giá đánh giá và xếp hạng.
Kết luận việc rèn một thanh katana đã được nâng lên thành một nghi lễ mang tính chất huyền bí. Người thợ rèn phải trai giới trong nhiều ngày, qua những thể thức thanh tẩy và khi làm việc họ mặt một bộ đồ trắng như một thiền sư, đạo sĩ. 
Tuy vậy, trong thế kỷ 13, katana đã thể hiện kém khi đối đầu với quân Mông Cổ đổ bộ lên nước này. Katana là vũ khí lợi hại trong các trận đấu tay đôi của các samurai, nhưng khi tác chiến trong đội hình kiểu quân đội thì nó không hiệu quả như các loại vũ khí dài như giáo, lao và trường đao.
Theo những chuyên gia về luyện kim, mãi đến thế kỷ 15, khi người Âu châu sang Nhật Bản, mang đến công nghệ luyện thép và đúc súng, chất lượng thanh katana của Nhật sau đó mới trở nên tốt hơn, nhưng nó thường chỉ được trang bị cho các  Samurai để thể hiện địa vị. Katana hầu hết chỉ mang biểu tượng tinh thần võ sĩ đạo, còn trong chiến tranh, đa số binh lính Nhật thời trung cổ sử dụng các vũ khí dài hơn như thương, giáo, cung tên.
Cho đến tận thế chiến 2, các sĩ quan Nhật vẫn thường đeo katana bên người để thể hiện địa vị và tinh thần võ sĩ đạo, dù việc tác chiến đã hoàn toàn sử dụng súng ống.

## Những câu chuyện lưu truyền
Người Âu châu đã vô cùng kinh ngạc khi thấy katana sắc bén hơn hẳn các lưỡi kiếm của người Tây Ban Nha nổi tiếng ở Âu Châu. Bộ đại từ điển Britannica của Anh (ấn bản lần thứ 6), quyển 9 trang 37 viết là "katana có thể chặt đứt một chiếc đinh lớn mà lưỡi đao không hề hấn gì".
Ngoài ra, katana đã được kiểm chứng rất nhiều bằng các phương pháp khác nhau. Thí dụ như người ta bắn 1 viên đạn thật vào lưỡi đao, viên đạn bị tách làm đôi khi chạm vào , còn lưỡi đao thì không có hiện tượng của việc mẻ hay xước. Ở một số game show tại Nhật Bản, người ta có mời các kiếm sĩ hiện đại đến để thử nghiệm tài năng và cũng như độ bền của các thanh đao. Kết quả cho thấy ,khi những thanh Katana cắt đôi thanh thép cứng hay cả 1 tấm thép tôn dày thì lưỡi đao không bị một chút ảnh hưởng nào từ những pha va đập
Còn những thí nghiệm khác , khi các kiếm sĩ giỏi được phép sử dụng katana thật để luyện tập. Khi 2 người chém 2 thanh đao vào nhau , tia lửa có thể tóe lên do sức đập lớn và kết quả là những thanh đao nói trên vẫn "nồi đồng cối đá".
Lưỡi đao của Katana thông thường có thể cứng ngang ngửa với thép RX-121 ( 8,0 moh) và cũng có những thanh đao được ghi nhận là có độ cứng gấp 4 - 5 lần thép hợp kim nhưng chúng vẫn giữ tính đàn hồi của các thanh Katana truyền thống.